# Ласци
Ласци (серб. Ласци / Lasci) — село в общине Вишеград Республики Сербской Боснии и Герцеговины. В настоящее время село необитаемо.